# SDN48
SDN48 (skrót od Saturday Night 48) – japońska grupa idolek stworzona przez Yasushiego Akimoto. Grupa była znana jako „dojrzała wersja” AKB48, składa się z dziewczyn w wieku powyżej 20 lat. SDN48 dzieliły teatr z AKB48 (Don Quixote w Akihabarze, Tokio). Członkinie pierwszej generacji zostały ogłoszone w lipcu 2009 roku. Debiutancki singel pt. GAGAGA ukazał się 24 listopada 2010 roku. Grupa zakończyła działalność pożegnalnym koncertem, zatytułowanym NEXT ENCORE, 31 marca 2012 roku.
31 marca 2013 roku, rok po rozpadzie grupy, odbył się koncert Yūwaku no Garter Special kōen (jap. 誘惑のガータースペシャル公演).
1 sierpnia 2019 roku członkinie SND48 ponownie spotkały się na imprezie SDN48 10th Anniversary 'Yuwaku no Garter' (jap. SDN48結成10年記念「誘惑のガーター」特別公演) w AKB48 Theater, aby uczcić 10. rocznicę powstania grupy.

## Członkinie

### 1. generacja
- Kazue Akita
- Megumi Imayoshi
- Haruka Umeda
- Kazumi Urano (była członkini AKB48 Team B)
- Misa Okochi
- Megumi Ōhori (była członkini AKB48 Team K)
- Juri Kaida
- Mami Katō
- Masami Kochi
- Haruka Kohara (była członkini AKB48 Team B)
- Sayaka Kondō
- Yukari Satō (była członkini AKB48 Team A)
- Serina
- Chen Qu
- Machiko Tezuka (była członkini SKE48)
- Nachu
- Reiko Nishikunihara
- Kayo Noro (kapitan; była członkini AKB48 Team K)
- Chisaki Hatakeyama
- Hiromi Mitsui
- Kana Itō (odeszła w lutym 2011)
- Ayami Nakazato (zakończyła członkostwo 24 grudnia 2009)

### 2. generacja
- Yuki Aikawa
- Akiko
- Mana Itō
- Aimi Ōyama
- Yuki Kimoto
- Konan
- Yui Takahashi
- Marina Tsuda
- Natsuko
- Akane Fukuda
- Yumi Fujikoso
- Miyū Hosoda
- Rumi Matsushima
- Sakura Fukuyama (zakończyła członkostwo w październiku 2010)
- Yuka Ninomiya (zakończyła członkostwo w maju 2011)
- Tomomi Tanisaki (zakończyła członkostwo w maju 2011)

### 3. generacja
- Seara Kōjō
- Hitomi Komatani  (była członkini AKB48 Team A)
- Saemi Shinahama
- Siyeon
- Hana Tojima (była członkini AKB48 Team A)
- Miray
- Sayo Hayakawa (odeszła 28 lipca 2011)

### Kenkyūsei
- Yūki Iwata (odeszła 24 września 2009)

## Dyskografia

### Single
| Rok  | Nazwa                                                                                             | Oricon Weekly Singles Chart | Sprzedaż (Oricon)             | Sprzedaż (Oricon) | Album       |
| Rok  | Nazwa                                                                                             | Oricon Weekly Singles Chart | Sprzedaż w pierwszym tygodniu | Sprzedaż ogółem   | Album       |
| ---- | ------------------------------------------------------------------------------------------------- | --------------------------- | ----------------------------- | ----------------- | ----------- |
| 2010 | „GAGAGA”                                                                                          | 3                           | 63 627                        | 79 128            | NEXT ENCORE |
| 2011 | „Ai, chuseyo” (jap. 愛、チュセヨ)                                                                 | 3                           | 64 020                        | 71 236            | NEXT ENCORE |
| 2011 | „Min Min Min”                                                                                     | 3                           | 72 584                        | 82 543            | NEXT ENCORE |
| 2011 | „Kudokinagara Azabu-Jūban duet with Mino Monta” (jap. 口説きながら麻布十番 duet with みの もんた) | 3                           | 67 018                        | 69 885            | NEXT ENCORE |
| 2012 | „Makeoshimi Congratulation” (jap. 負け惜しみコングラチュレーション)                               | 2                           | 74 459                        | 90 507            | –           |

### Albumy
Best Album
- NEXT ENCORE (14.03.2012)

Stage Album
- Yūwaku no Garter (jap. 誘惑のガーター) (28.03.2012)

## SDN48 1st Stage „Yūwaku no Garter”
Wszystkie członkinie SDN48 wykonały tylko jeden repertuar teatralny: „Yūwaku no Garter”.